# Julija Makarova
Julija Sergeevna Makarova (in russo Юлия Сергеевна Макарова?; 24 novembre 1981) è un'ex biatleta russa.

## Biografia
In Coppa del Mondo esordì il 24 gennaio 2002 ad Anterselva (57ª) e ottenne l'unico podio il 6 gennaio 2005 a Oberhof (2ª).
In carriera prese parte a un'edizione dei Campionati mondiali, Hochfilzen/Chanty-Mansijsk 2005 (30ª nell'individuale).

## Palmarès

### Mondiali juniores
- 5 medaglie:
  - 1 oro (staffetta a Chanty-Mansijsk 2001)
  - 2 argenti (staffetta, sprint a Hochfilzen 2000)
  - 2 bronzi (individuale, sprint a Chanty-Mansijsk 2001)

### Coppa del Mondo
- Miglior piazzamento in classifica generale: 35ª nel 2005
- 1 podio (a squadre):
  - 1 secondo posto